# Sankt Veit am Vogau
Sankt Veit am Vogau  är en ort och tidigare kommun i Österrike. Den ligger i distriktet Leibnitz i förbundslandet Steiermark. 
Kommunen blev 1 januari 2015 en del av den nybildade kommunen Sankt Veit in der Südsteiermark vars huvudort är Sankt Veit am Vogau.
Kommunen bestod av sju orter (Ortschaften) (inom parentes invånarantal 1 januari 2024):
- Labuttendorf (170)
- Lind bei Sankt Veit (221)
- Lipsch (172)
- Neutersdorf (104)
- Rabenhof (145)
- Sankt Veit am Vogau (835)
- Wagendorf (478)